# AN/PEQ-5雷射瞄準器

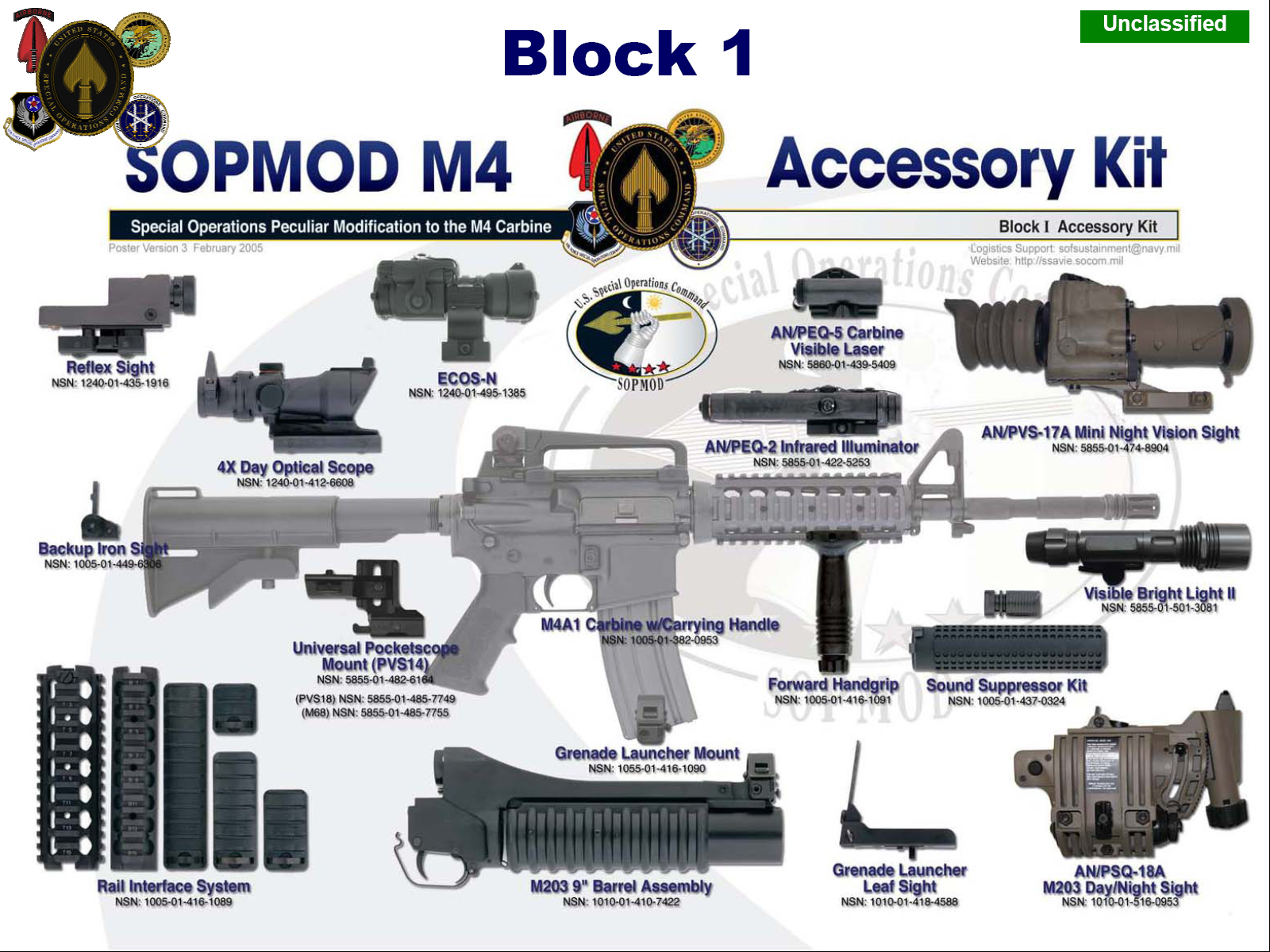
SOPMOD Block I（有AN/PEQ-5）

AN/PEQ-5（國家庫藏編號：5860-01-439-5409）是一款由透視科技公司研製及生產、利用MIL-STD-1913戰術導軌裝上步枪上的雷射指示器（簡稱：LAM）系統。

## 美國軍方使用
該零件是按照軍用標準所製造，目前正在美國軍隊之中服役。這也是美国特種部隊的改進型套件的一部分，但只提供給美國軍隊使用。

## 設計及型號
AN/PEQ-5是一款比民用版本的AN/PEQ-2較小的雷射瞄準器，由一個單一的堅固耐用外殼保護，裡面一種可見的紅色雷射，它安裝到武器的MIL-STD-1913戰術導軌後就可使用。幾個主要的區別例如AN/PEQ-5較AN/PEQ-2細小和緊湊、AN/PEQ-5並沒有红外线功能和紅外線照明燈。此功能主要用於特種作戰部隊在不暴露自身位置的情况下指定目標。AN/PEQ-5與AN/PEQ-2一樣是由透視科技公司生產。